# Color*Iz
Color*Iz (được cách điệu thành COLOR*IZ; phát âm là "colorize") là mini-album đầu tiên của nhóm nhạc nữ Nhật Bản-Hàn Quốc IZ*ONE, một nhóm dự án được thành lập thông qua chương trình thực tế của đài Mnet sản xuất năm 2018 Produce 48. Album được phát hành vào ngày 29 tháng 10 năm 2018 bởi Off the Record Entertainment, bao gồm hai phiên bản: "Rose" và "Color", trong đó ca khúc chủ đề mang tên "La Vie en Rose".

## Danh sách bài hát
| Digital download | Digital download                                                                                         | Digital download                                                        | Digital download                                          | Digital download                                          | Digital download |
| STT              | Nhan đề                                                                                                  | Phổ lời                                                                 | Phổ nhạc                                                  | Phối khí                                                  | Thời lượng       |
| ---------------- | --- | ----------------------------------------------------------------------- | --------------------------------------------------------- | --------------------------------------------------------- | ---------------- |
| 1.               | "Colors" (아름다운 색)                                                                                   | Tenzo Kebee Fixman                                                      | Tenzo Fixman                                              | Tenzo Fixman Muna                                         | 3:38             |
| 2.               | "O' My!"                                                                                                 | Hidden Sound (HSND) Han Kang (HSND) Shin Jae-young (HSND) Jo Yoon-kyung | Hidden Sound (HSND) Han Kang (HSND) Shin Jae-young (HSND) | Hidden Sound (HSND) Han Kang (HSND) Shin Jae-young (HSND) | 3:23             |
| 3.               | "La Vie en Rose" (라비앙로즈)                                                                            | MosPick                                                                 | MosPick                                                   | MosPick                                                   | 3:39             |
| 4.               | "Memory" (비밀의 시간)                                                                                   | Boombastic, So Jay                                                      | Boombastic                                                | Boombastic                                                | 3:23             |
| 5.               | "We Together (Iz One ver.)" (앞으로 잘 부탁해)                                                           | Baekgom Bbaekkom So Jay                                                 | Baekgom Park Ki-tae (Prismfilter) So Jay                  | Park Ki-tae (Prismfilter)                                 | 3:46             |
| 6.               | "Suki ni Nacchau Darō? (Iz One ver.)" (반해버리잖아? / 好きになっちゃうだろう? / You're in Love, Right?) | Yasushi Akimoto                                                         | Hayakawa Hirotaka Belex                                   | Hayakawa Hirotaka Belex                                   | 4:09             |
| 7.               | "Yume wo Miteiru Aida (Iz One ver.)" (꿈을 꾸는 동안 / 夢を見ている間 / As We Dream)                     | Yasushi Akimoto                                                         | Iggy Yong-bae                                             | Iggy Yong-bae                                             | 3:29             |
| Tổng thời lượng: | Tổng thời lượng:                                                                                         | Tổng thời lượng:                                                        | Tổng thời lượng:                                          | Tổng thời lượng:                                          | 25:27            |

| Color*Iz – Physical edition | Color*Iz – Physical edition      | Color*Iz – Physical edition | Color*Iz – Physical edition         | Color*Iz – Physical edition | Color*Iz – Physical edition |
| STT                         | Nhan đề                          | Phổ lời                     | Phổ nhạc                            | Phối khí                    | Thời lượng                  |
| --------------------------- | -------------------------------- | --------------------------- | ----------------------------------- | --------------------------- | --------------------------- |
| 8.                          | "Pick Me (Iz One ver.)" (내꺼야) | Produce 48                  | Flow Blow airair Louise Frick Sveen | Flow Blow airair            | 4:39                        |
| Tổng thời lượng:            | Tổng thời lượng:                 | Tổng thời lượng:            | Tổng thời lượng:                    | Tổng thời lượng:            | 30:06                       |

## Xếp hạng
| Chart (2018)                 | Xếp hạng cao nhất |
| ---------------------------- | ----------------- |
| French Digital Albums (SNEP) | 184               |
| Album Nhật Bản (Oricon)      | 1                 |
| Japan Hot Albums (Billboard) | 3                 |
| South Korean Albums (Gaon)   | 2                 |
| US World Albums (Billboard)  | 9                 |

| Chart (2018)               | Thứ hạng |
| -------------------------- | -------- |
| South Korean Albums (Gaon) | 24       |

## Ngày phát hành
| Quốc gia | Ngày                      | Đinh dạng          | Nhãn                                                                           |
| -------- | ------------------------- | ------------------ | ------------------------------------------------------------------------------ |
| Hàn Quốc | Ngày 29 tháng 10 năm 2018 | CD tải kỹ thuật số | Off the Record Entertainment Stone Music Entertainment [ 1 ] Genie Music [ 2 ] |